# Col du Brabant
Pour les articles homonymes, voir Brabant.
Le col du Brabant est un col secondaire du massif des Vosges.

## Géographie
Situé à l'altitude de 878 mètres, ce col fait communiquer les vallées lorraines de la Moselotte à la Bresse et du Xoulces à Cornimont.
C'est un des trois points de passage entre les communes de la Bresse et de Cornimont, qui passe par les hauteurs par des routes étroites et sinueuses tout en évitant le fond de la vallée à la circulation dense. Le troisième point de passage entre la Bresse et Cornimont est le col de la Croix des Moinats.
De la Bresse, le col est distant de 3,1 km, sa dénivellation est de 256 m, le taux moyen de pente est de 8,3 %, et le taux maximal de pente est de 9,2 %. De Cornimont par la D43C au départ de l'église, il est distant de 5,6 km, sa dénivellation est de 381 m, le taux moyen de pente est de 6,8 %, et le taux maximal de pente est de 9,4 %.

## Histoire
Le 4 décembre 2015, un petit avion de tourisme s'écrase par temps de brouillard sur les pistes de la station de ski du col du Brabant, faisant deux morts.

## Patrimoine et légendes
Il existe au col du Brabant une très petite chapelle appelée « chapelle du Brabant », dédiée à Notre-Dame des Agonisants. Elle a été construite par la famille Thomas-Claudel, alors qu'officiait comme curé de la paroisse l'abbé Thiébaut, pendant le mandat du maire François Claudel entre 1830 et 1833 (sans preuve précise de la date exacte de construction). Fortement endommagée par des bombardements en 1944 pendant la Seconde Guerre mondiale, alors que l'armée américaine, postée sur les hauteurs, bombardait la Bresse pour en chasser les forces allemandes, elle est restaurée au début de 1954 et inaugurée le lundi de Pâques.

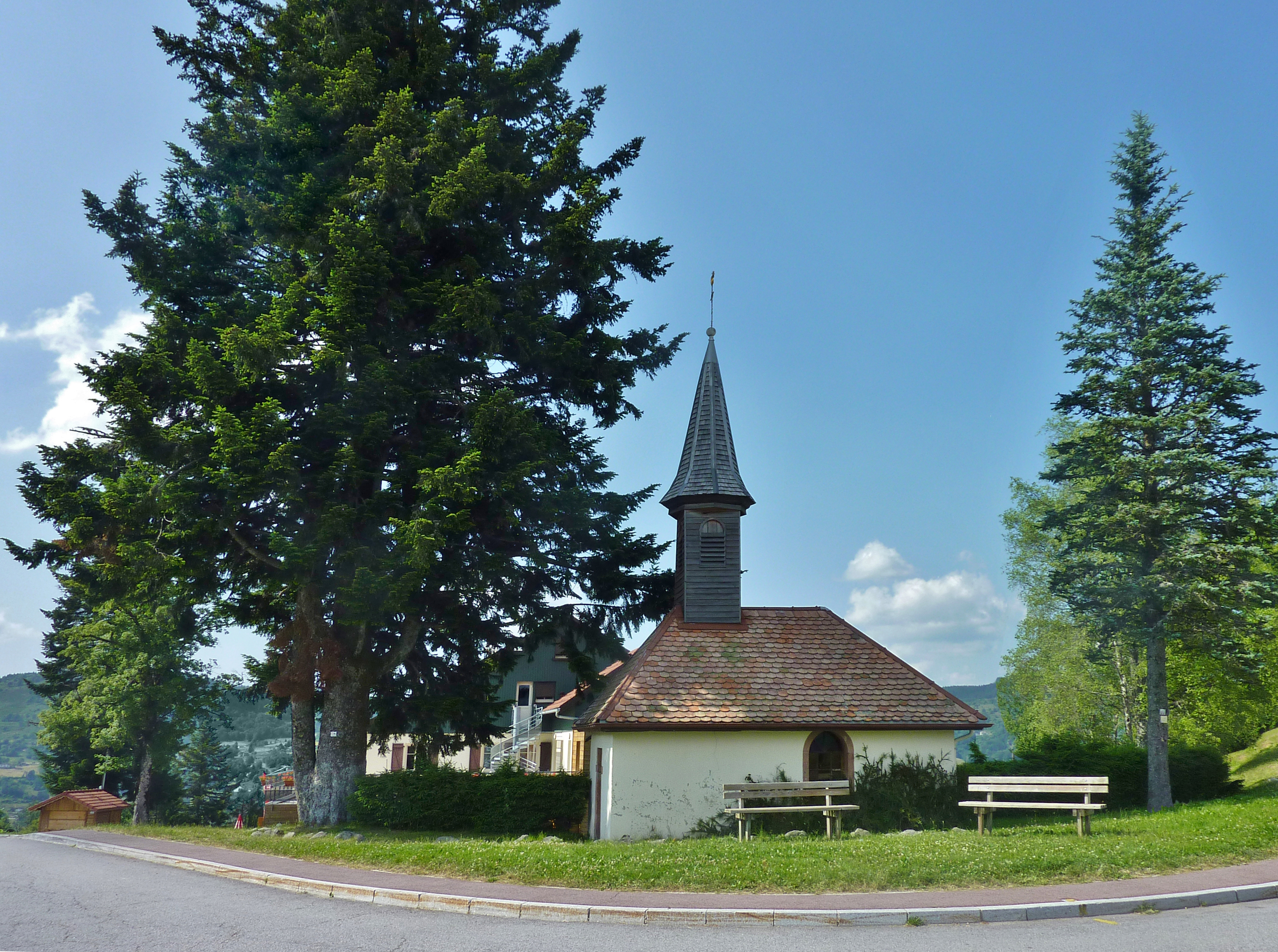
Col du Brabant - La chapelle du Brabant
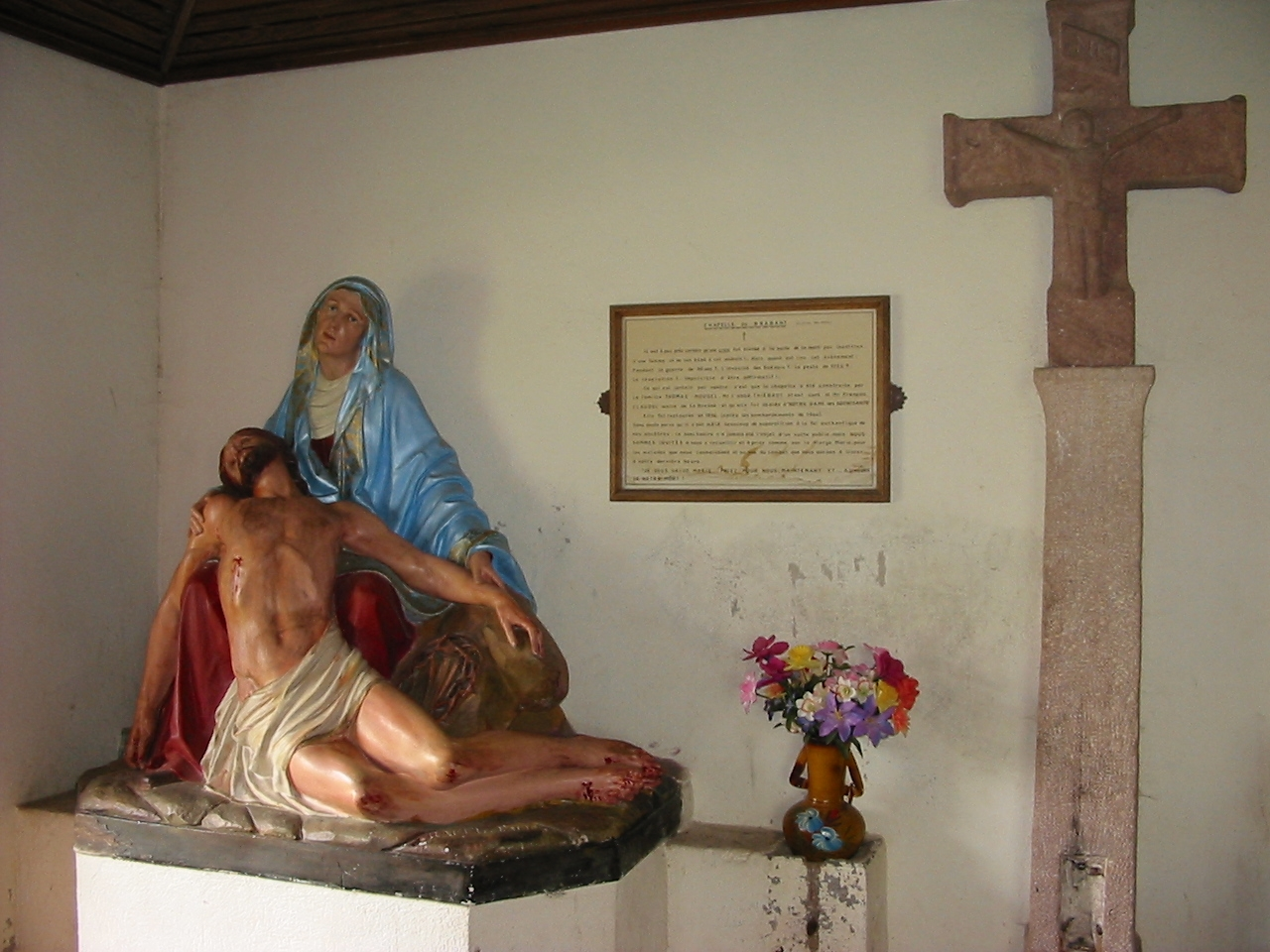
Chapelle du Brabant - Intérieur avec la croix
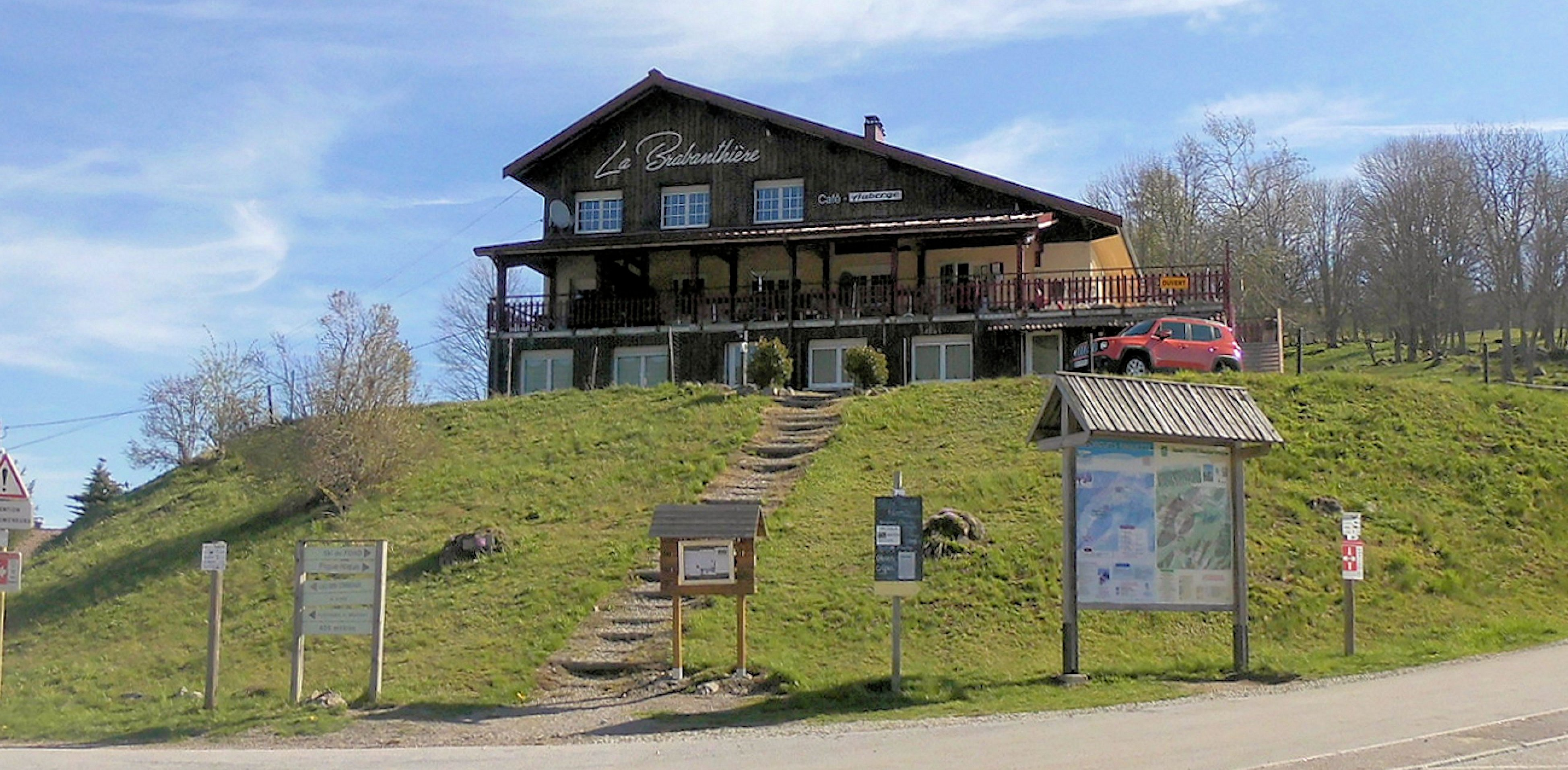
L'auberge de La Brabantière

Une statue de Notre-Dame de Pitié, qui se trouvait auparavant à l'église de la Bresse, décore la chapelle.
Il existe deux légendes concernant une croix en grès encastrée dans un des murs de la Chapelle :
- la première légende dit qu'un jeune berger aurait vu une biche parmi son troupeau de chèvres. Il considéra que cette biche était celle qui avait allaité le fils de la comtesse Geneviève de Brabant, fille du duc de Brabant et épouse du palatin Siffroi[6]. Il vint donc prier régulièrement à l'endroit où l'animal paissait. C'est là que fut érigée ladite croix ;
- la seconde légende raconte l'histoire d'une jeune femme en détresse qui cherchait refuge avec son bébé un soir d'hiver aux alentours du col du Brabant. Toutes les maisons étant restées closes, les habitants du Brabant découvrirent le lendemain les corps sans vie des deux êtres et décidèrent d'ériger une croix en leur mémoire.

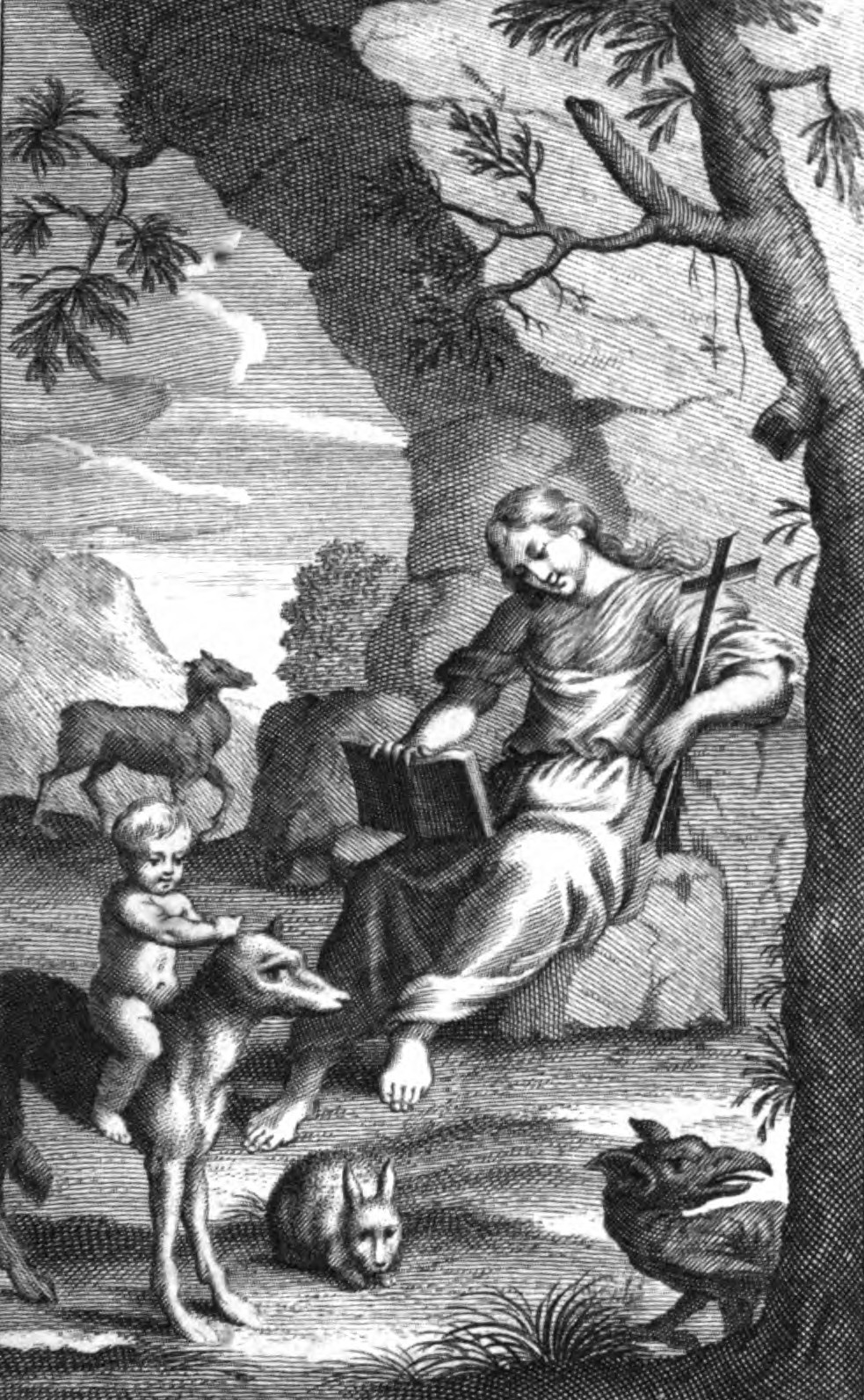
Geneviève innocente, gravure de René de Ceriziers
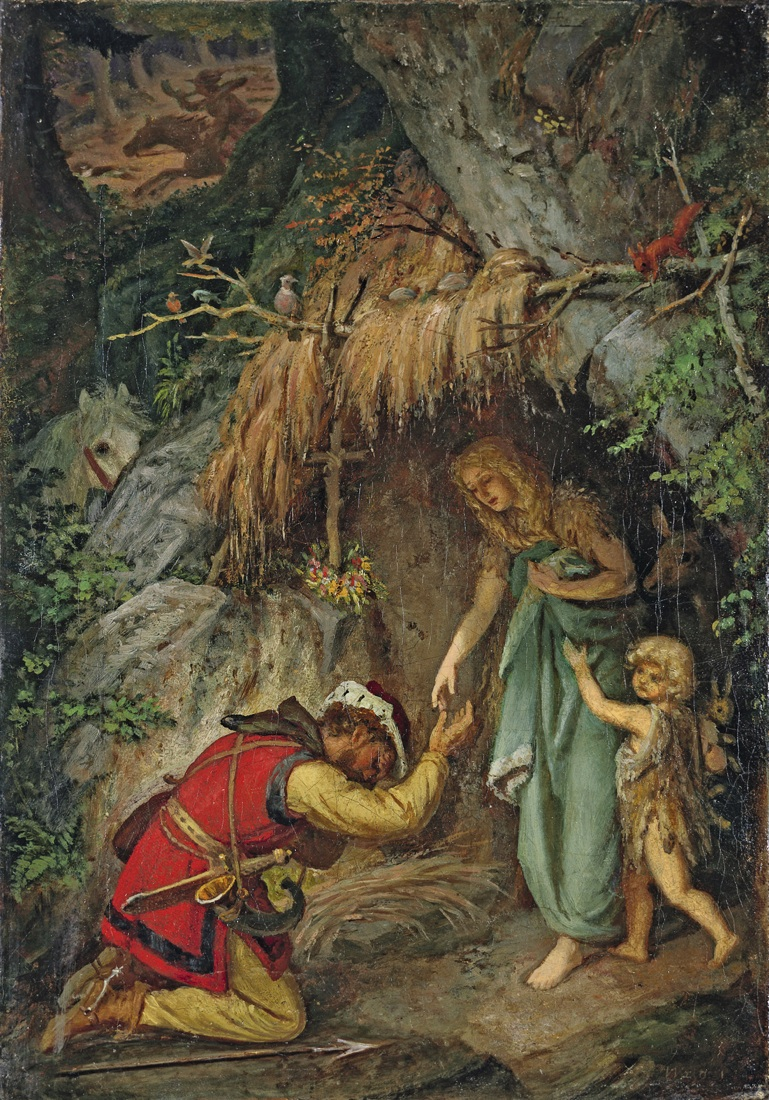
Geneviève de Brabant, peinture de Wilhelm Walther (de)

## Personnalité
Charles Mougel, également nommé Charles Mougel-Bey, qui a donné son nom à une rue de La Bresse, est né au col du Brabant le 27 juillet 1832 et mort à Biarritz le 8 octobre 1918. Il fut enseignant successivement à Remiremont, Mirecourt, Bourg-en-Bresse et Vesoul. Puis il fut directeur français de l’École normale du Caire en Égypte. Enfin il fut élevé à la dignité de bey par le khédive Tawfiq Pacha, d'où son nom Mougel-Bey.

## Activités

### Économie
- Le col du Brabant est entouré de prairies agricoles encore entretenues aujourd'hui par les agriculteurs de la Bresse.
- La chèvrerie du Brabant située à faible distance du col du Brabant sur le chemin des Bouchaux, fabrique des fromages de chèvre et offre la possibilité au passant de découvrir en direct les travaux de la ferme (traite, fabrique des fromages, naissance de cabris...) lors de visites pédagogiques.
- L'auberge des Randonneurs au col permet au promeneur de se restaurer.
- L'auberge du Brabant Hôtel, restaurant panoramique de spécialités vosgiennes.
- Une colonie de vacances se trouve à proximité immédiate du col du Brabant.
- Le col du Brabant abrite une vingtaine de petits chalets de résidences secondaires.

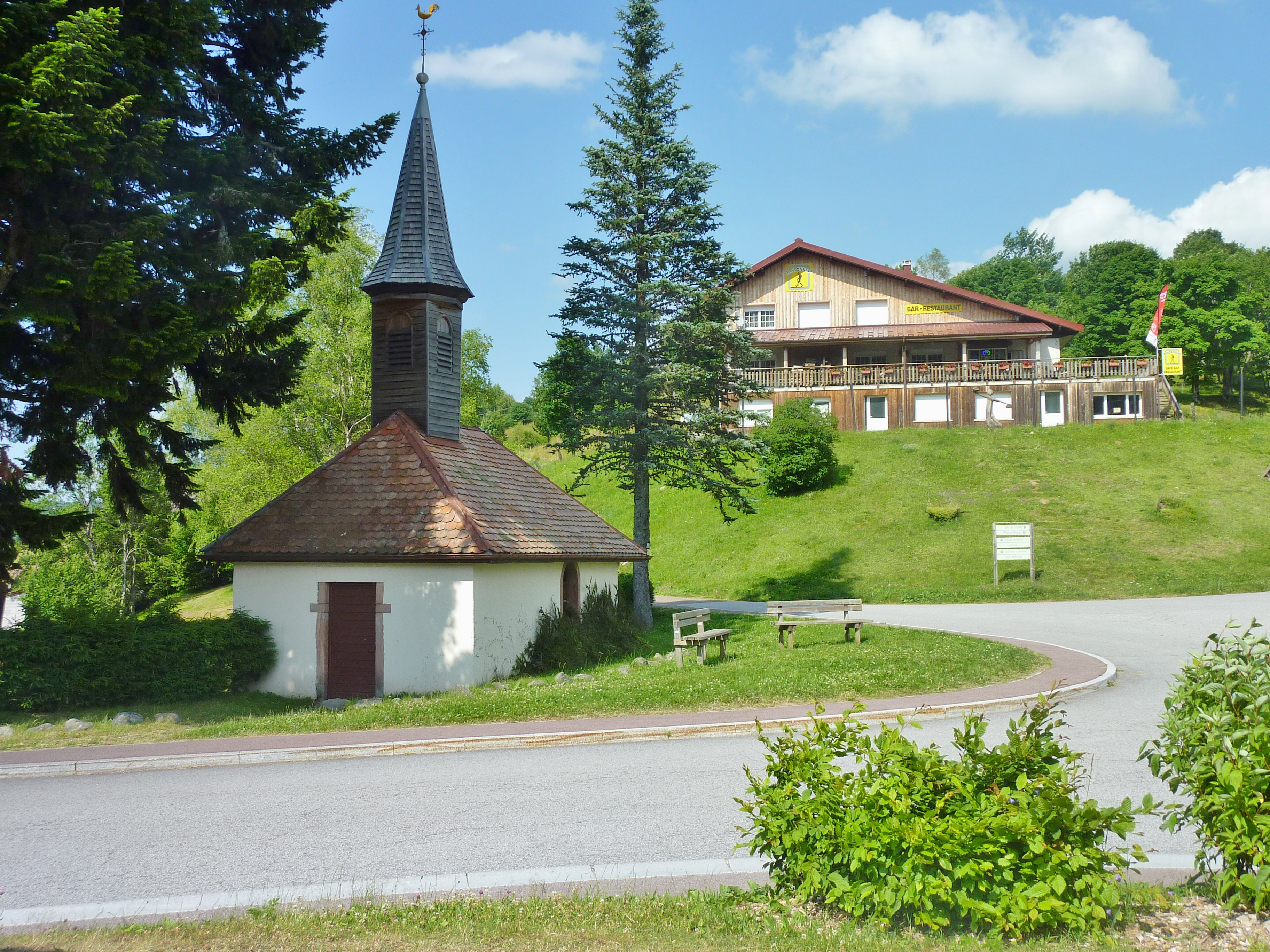
Col du Brabant - La chapelle et le restaurant
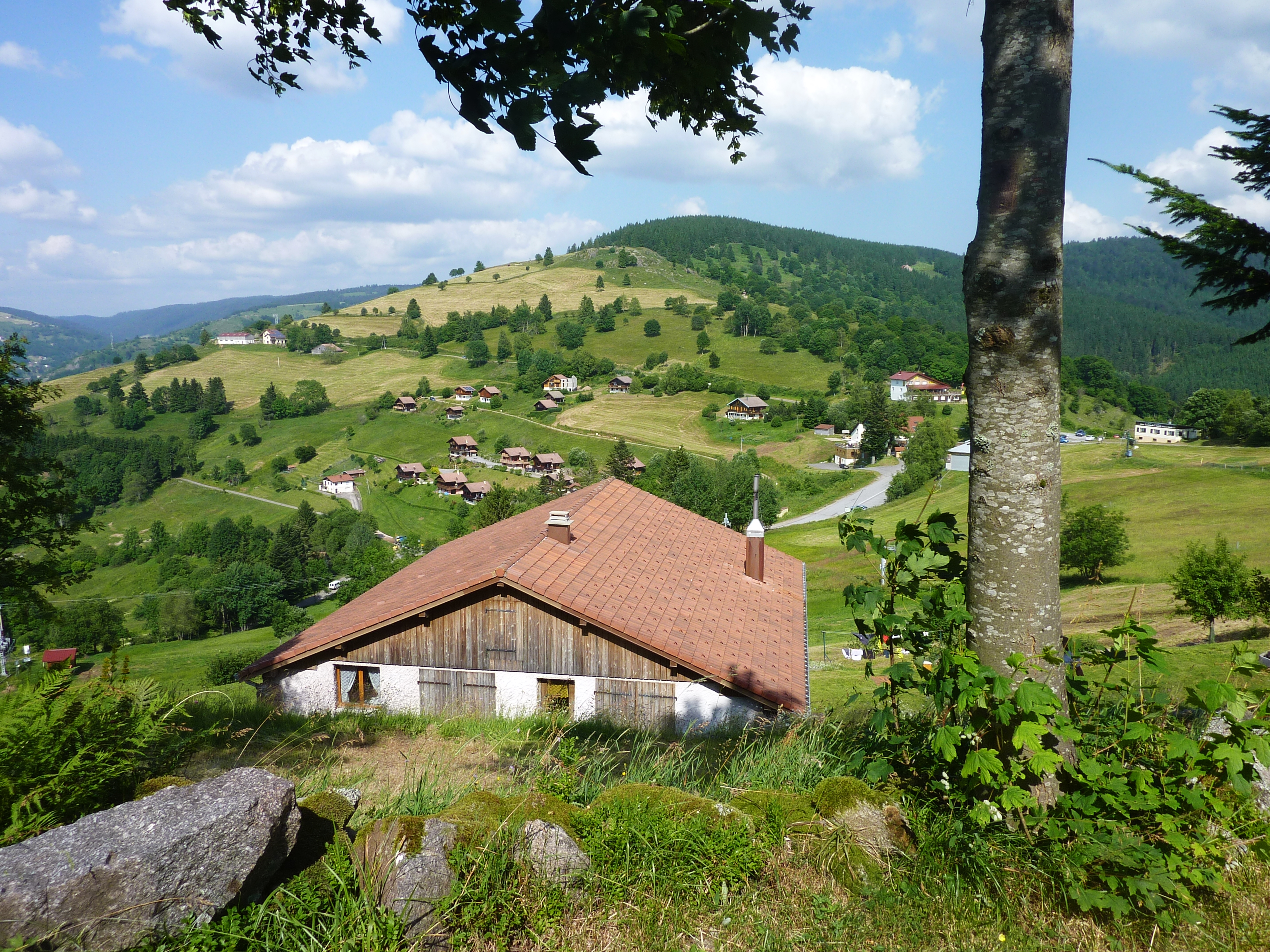
Col du Brabant - Ferme des pistes et chalets
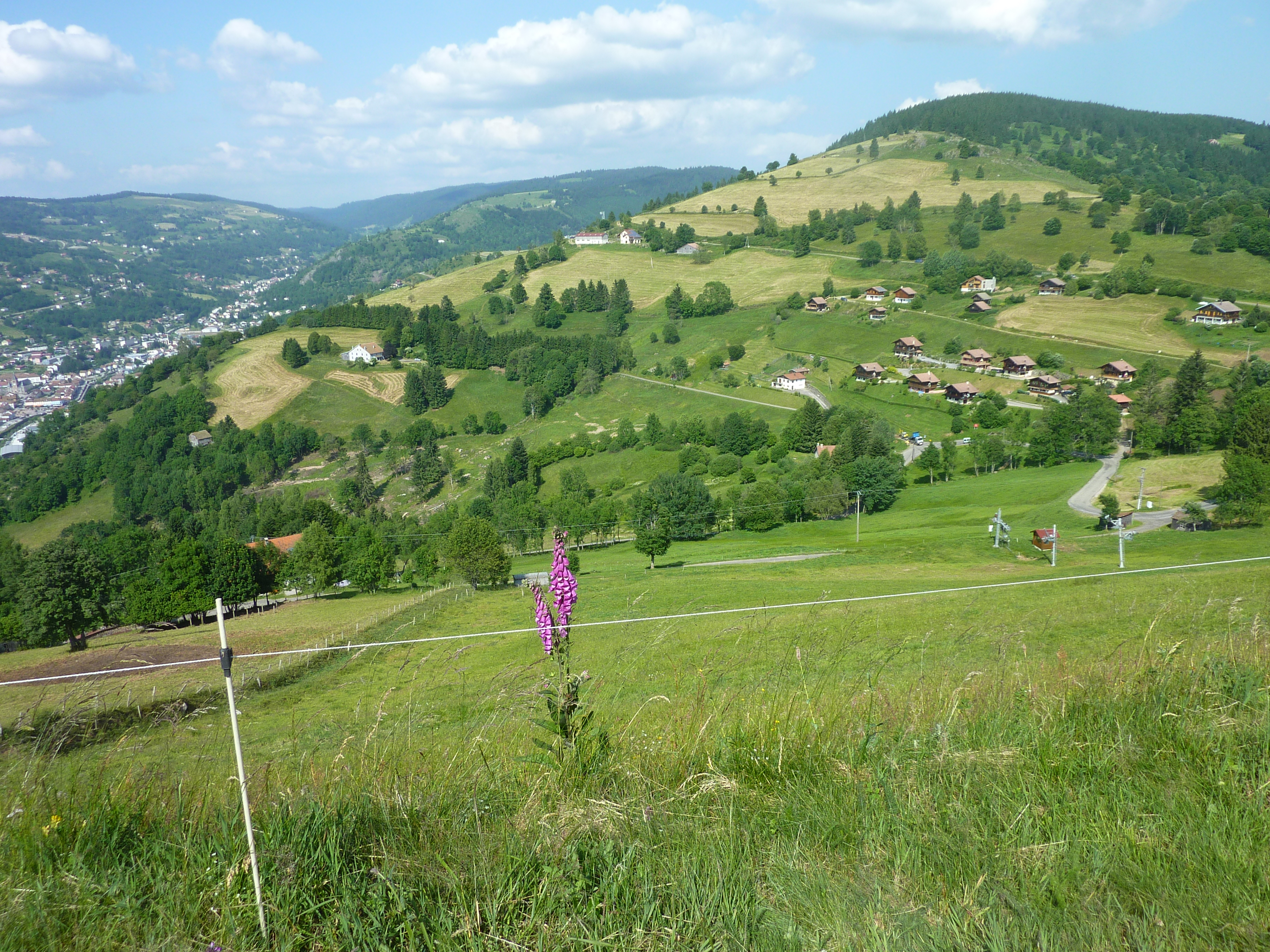
Col du Brabant - Vue depuis les pistes sur la Bresse et les chalets

### Sports

#### Ski alpin
Le col du Brabant est la base d'une petite station de ski appelée Le Brabant, qui comporte 3 remontées mécaniques et 8 pistes de descente, et d'un dénivelé de 115 mètres.
Les chemins de randonnée environnants servent également de pistes de ski de fond en hiver.

#### Parapente
En été, à l'arrière de la station de ski, vers l'ouest en direction de la roche de Minuit, des prés pentus servent de piste de décollage et d'atterrissage à l'école de parapente Bol d'air de la Bresse. Depuis là, on survole la vallée de la Bresse et le col du Brabant avec une vue sur les crêtes des Vosges.

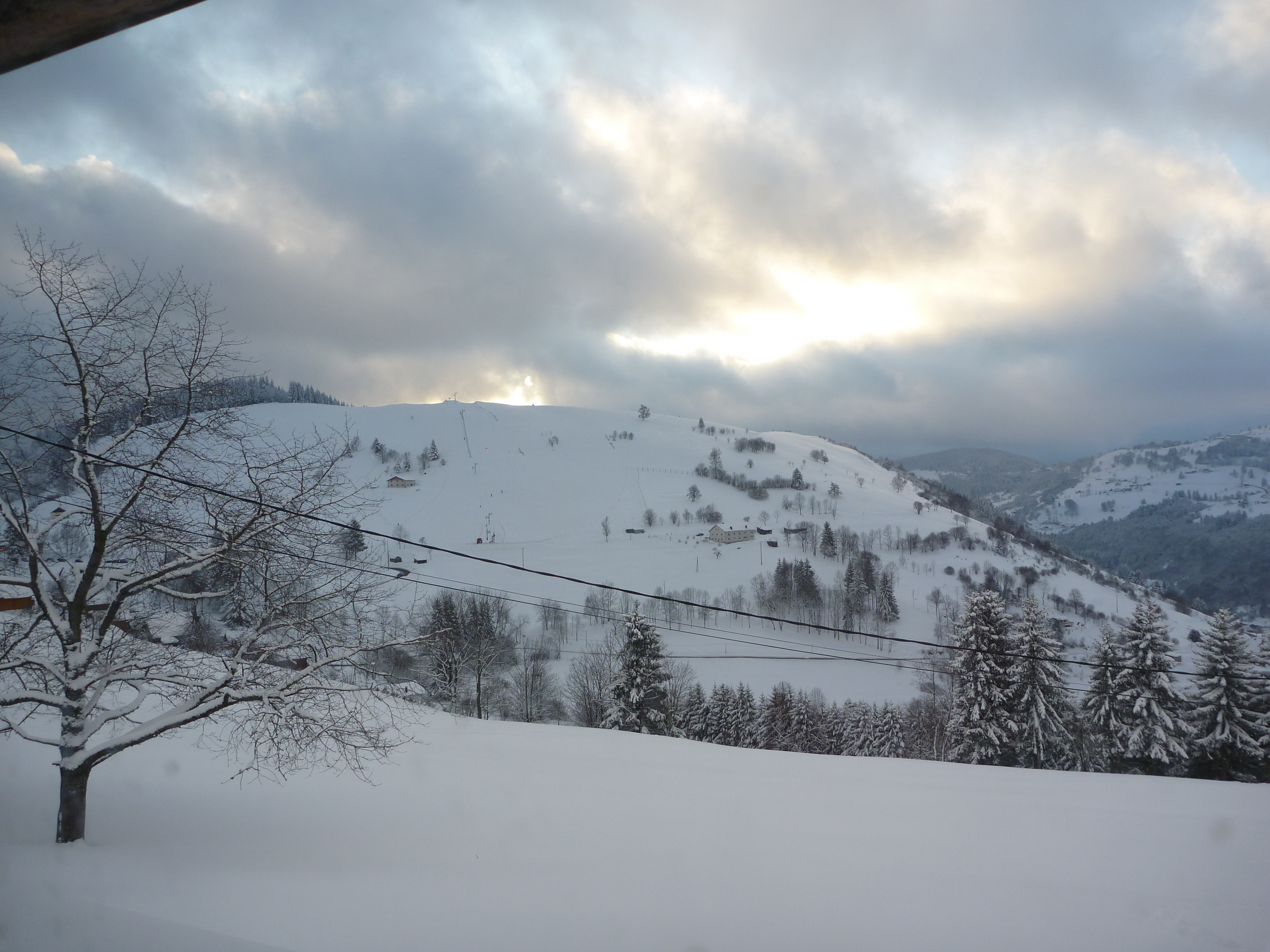
Station de ski La Bresse Brabant
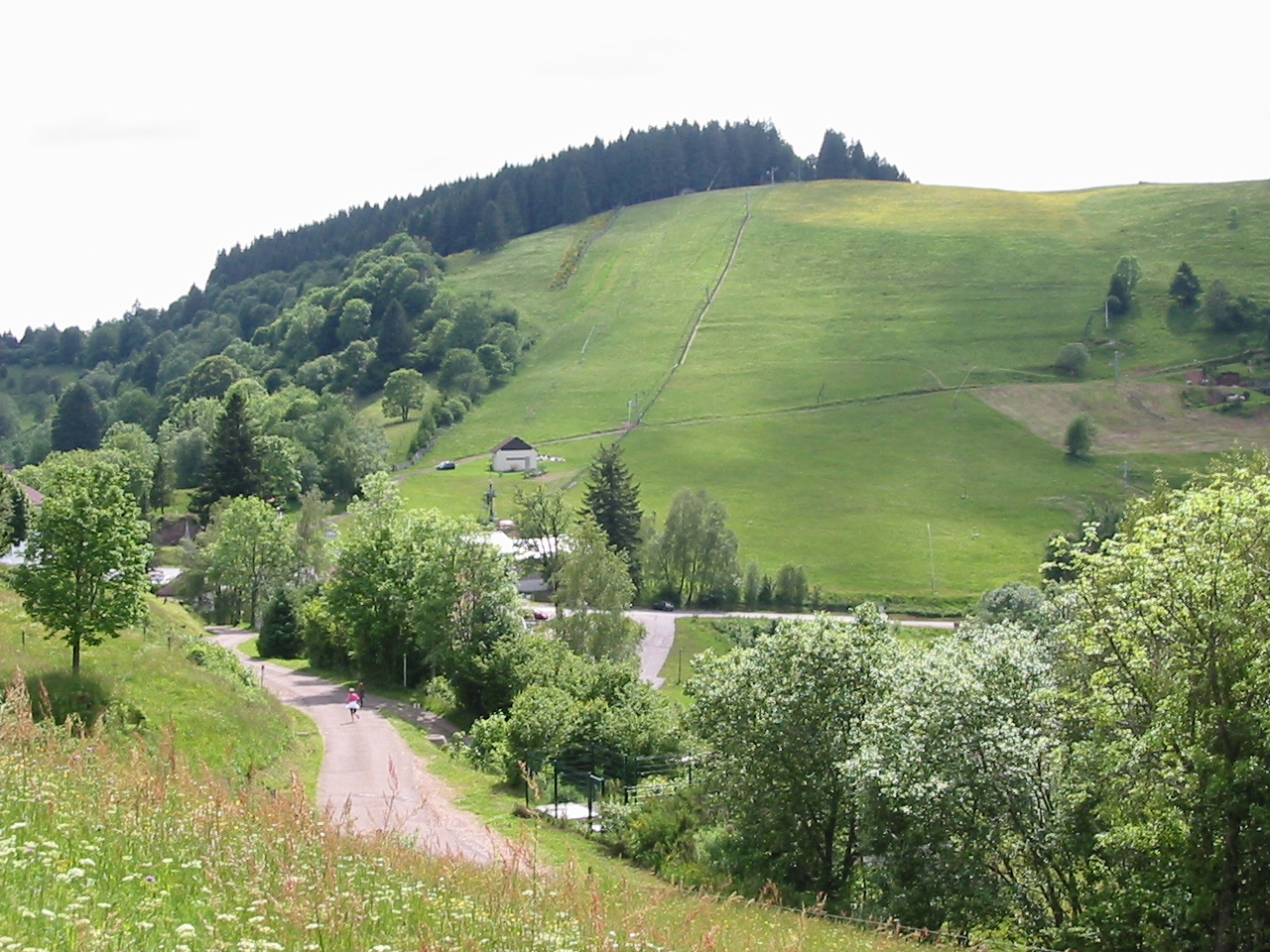
Col du Brabant, les pistes de ski en été
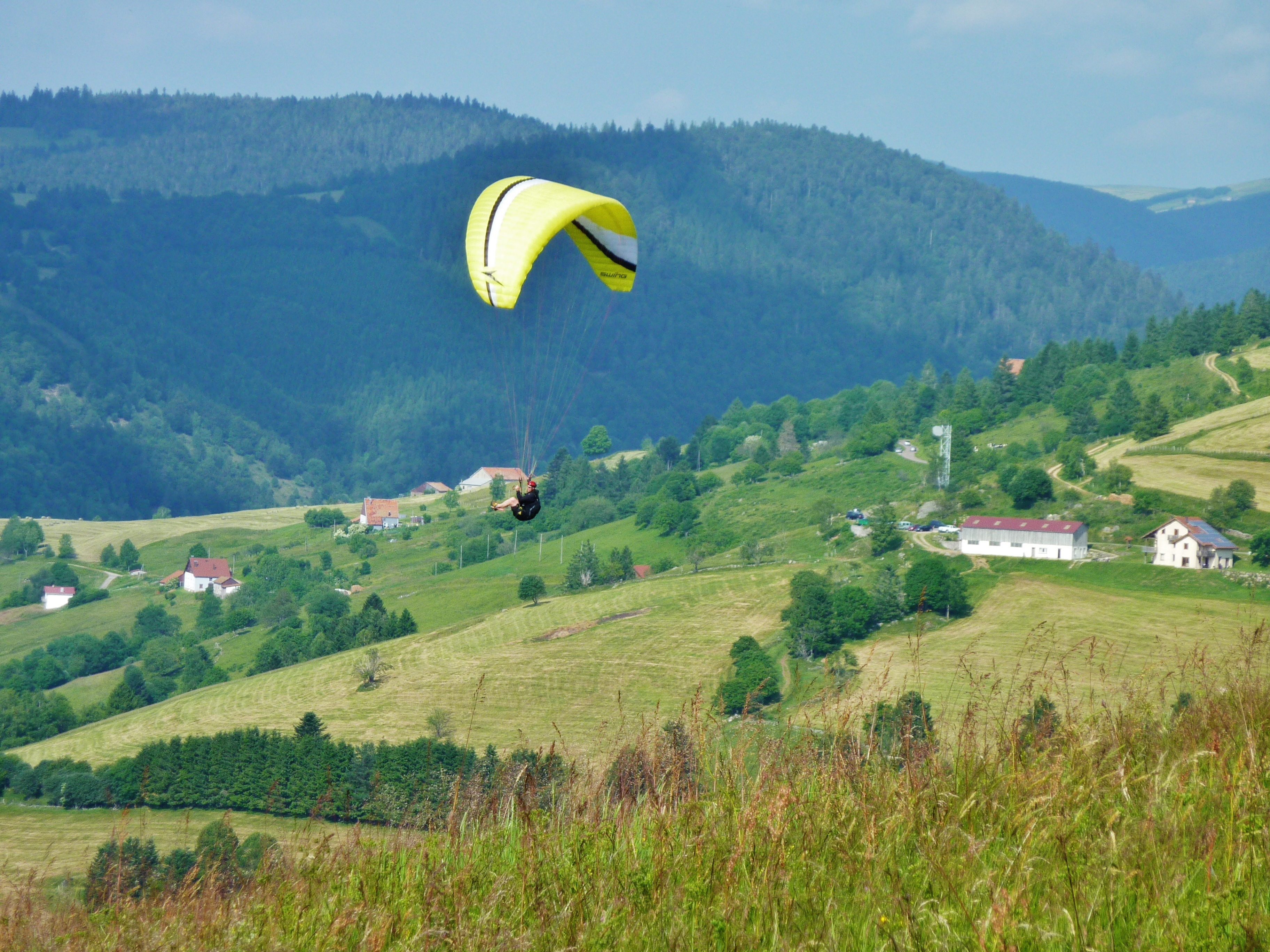
Parapente près de la roche de Minuit - À droite, la chèvrerie du Brabant

### Randonnée
Le col du Brabant peut être le point de départ de trois randonnées :
- une randonnée vers l'est jusqu'au lac des Corbeaux avec deux variantes :
  - en prenant, entre la chapelle et l'auberge des randonneurs, le chemin goudronné des Hauts des Bouchaux qui longe la vallée de la Moselotte par les hauts de la vallée de la Bresse, et qui passe par Supervallée. Par cette variante, on accède rapidement à la Chèvrerie du Brabant. Cette promenade est de niveau très facile, bien qu'elle soit un peu longue si on fait l'aller et retour,
  - en prenant à droite de l'Auberge des randonneurs un chemin de randonnée qui monte sur la crête entre la Bresse et Cornimont, partiellement en sous-bois dans sa deuxième partie, passant par le Collet Mansuy (1 057 m), puis en forte descente jusqu'à la rive ouest du lac des Corbeaux. Juste avant de redescendre sur le lac des Corbeaux, on peut faire un petit détour en prenant à droite jusqu'à la roche du Lac, promontoire rocheux qui surplombe le lac à 1 050 mètres d'altitude, avec une vue plongeante spectaculaire. Cette randonnée est moins facile et nécessite de préférence des chaussures de marche ;
- une randonnée vers le sud-est, vers les lieux-dits Macheramont et Rachute (prononcé « Râkheute » en patois bressaud selon la phonétique du chanoine Jean Hingre[8]), deux zones d'anciens pâturages où il y avait jadis deux fermes très isolées dans les hauts de la vallée du Xoulces. Aujourd'hui, seule la ferme de Macheramont existe encore, bien qu'elle ait perdu sa fonction agricole. Le randonneur peut ainsi se faire une idée de l'extrême isolement que pouvaient connaître les familles de paysans de ces coins reculés des Hautes-Vosges avant la Seconde Guerre mondiale, ainsi que la dureté des travaux agricoles due aux fortes pentes et à l'absence de mécanisation de ces époques artisanales ;
- une randonnée vers l'ouest par la crête, en direction de Cornimont, en démarrant dans les prés des téléskis, vers la roche de Minuit et la Vierge de Cornimont.

Enfin, le tour de la Bresse, épreuve de randonnée très sportive de 40 km, dont le départ est situé au lac de Lispach, qui suit ensuite la crête nord de la Bresse jusqu'au col de la Croix des Moinats, remonte du bas de la vallée du côté de Cornimont (lieu-dit « Le Bas »), et passe par la roche de Minuit et le col du Brabant. Il se dirige ensuite vers le Collet Mansuy, le lac des Corbeaux, le col de la Vierge, le col de Bramont, l'étang de Machais, les crêtes des Vosges, le col des Feignes sous Vologne pour revenir enfin au lac de Lispach. La Bresse est une des communes les plus vastes de Lorraine, le tour offre une panoplie très diversifiée des paysages vosgiens.

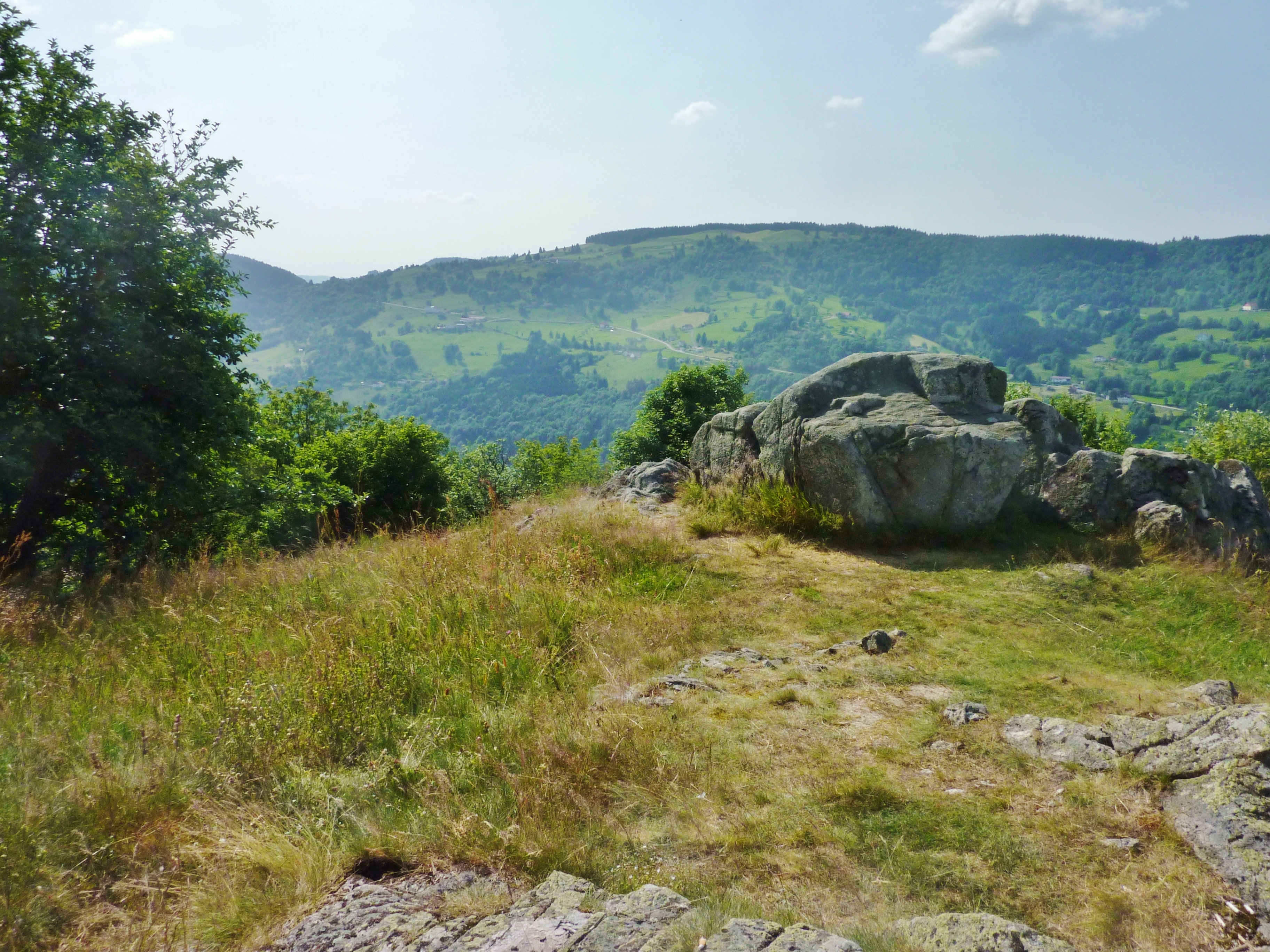
Roche de Minuit, et vue sur le Raindé
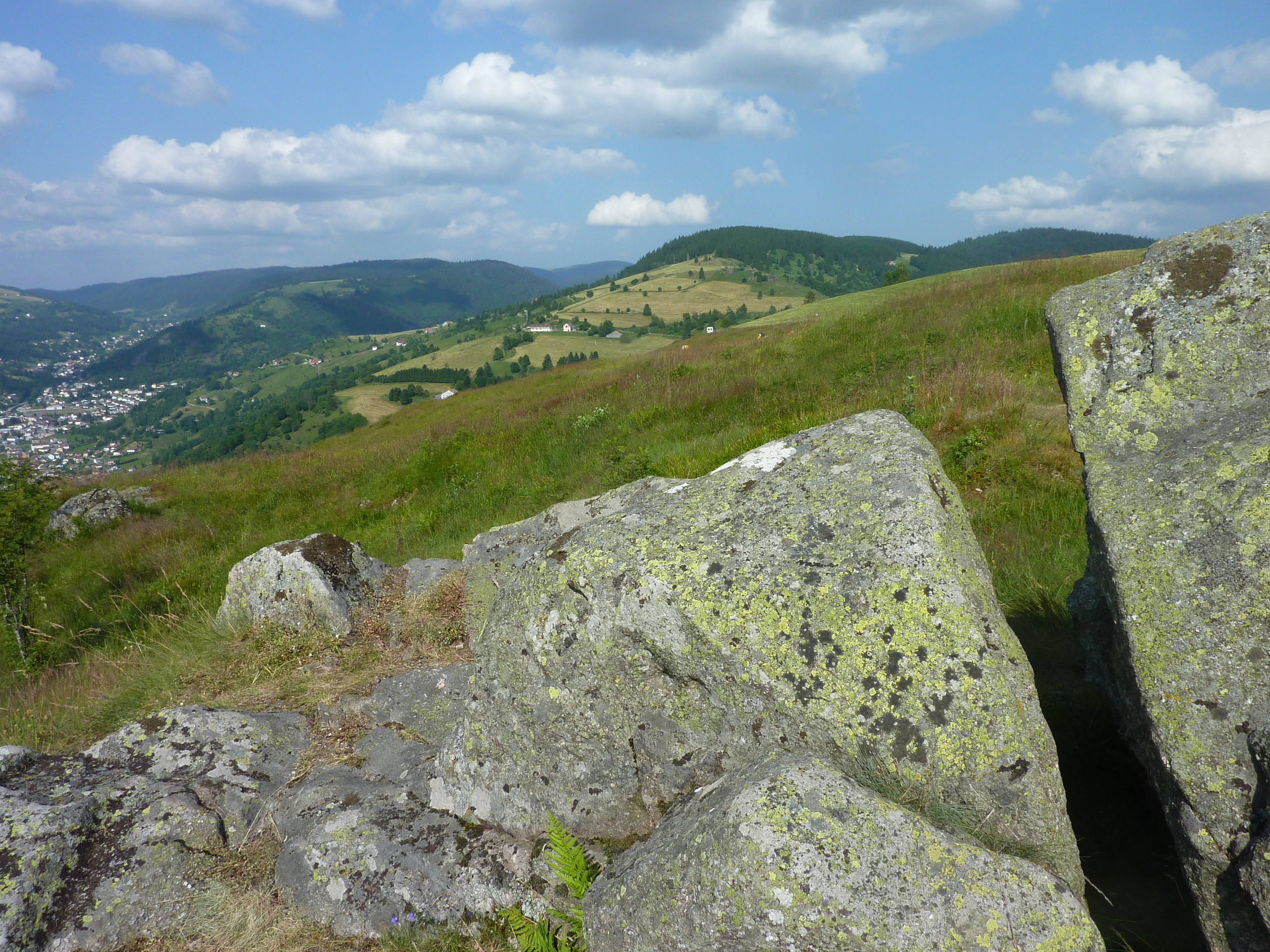
Roche de Minuit, et vue sur le Brabant et la Bresse
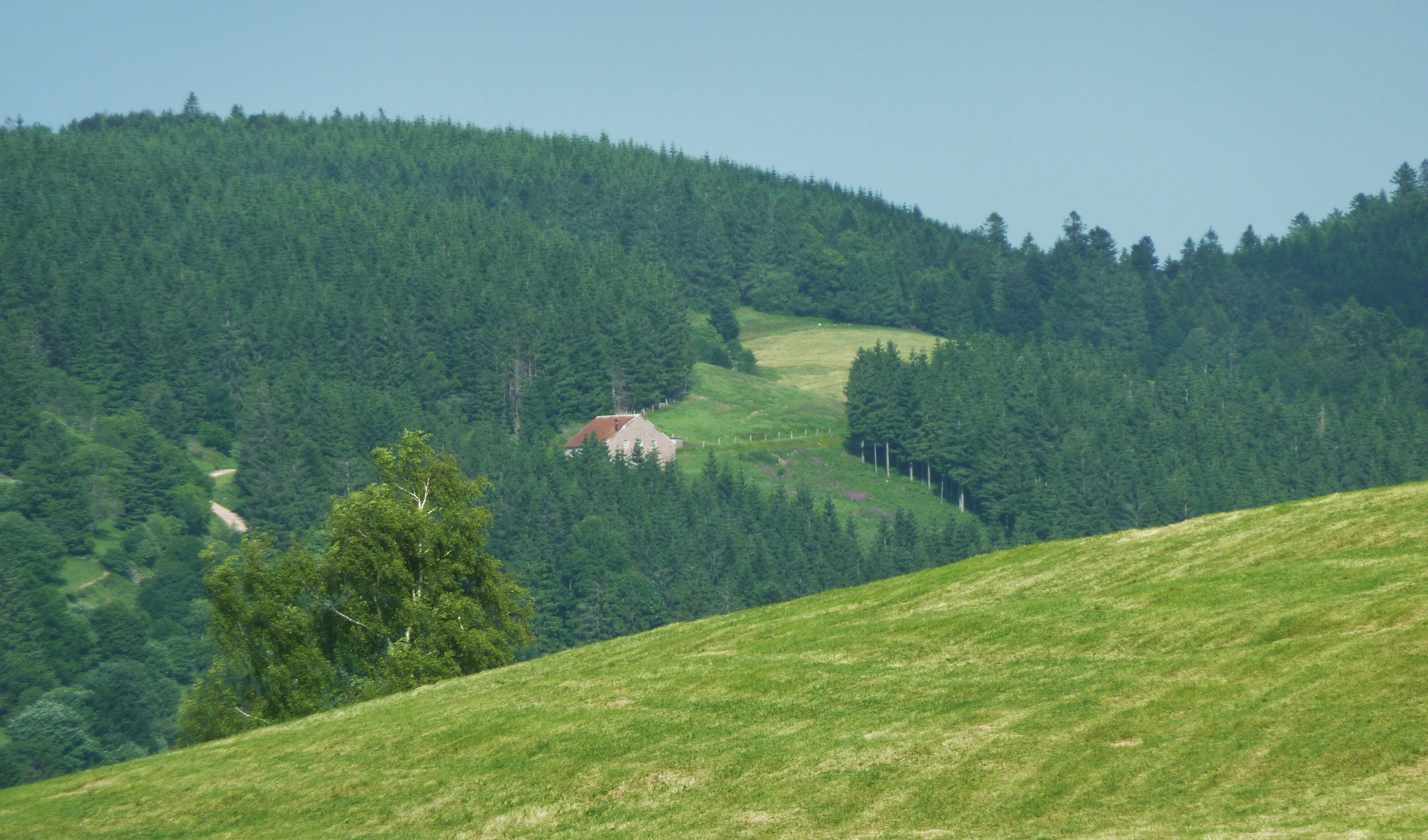
Col du Brabant - L'ancienne ferme isolée de Macheramont
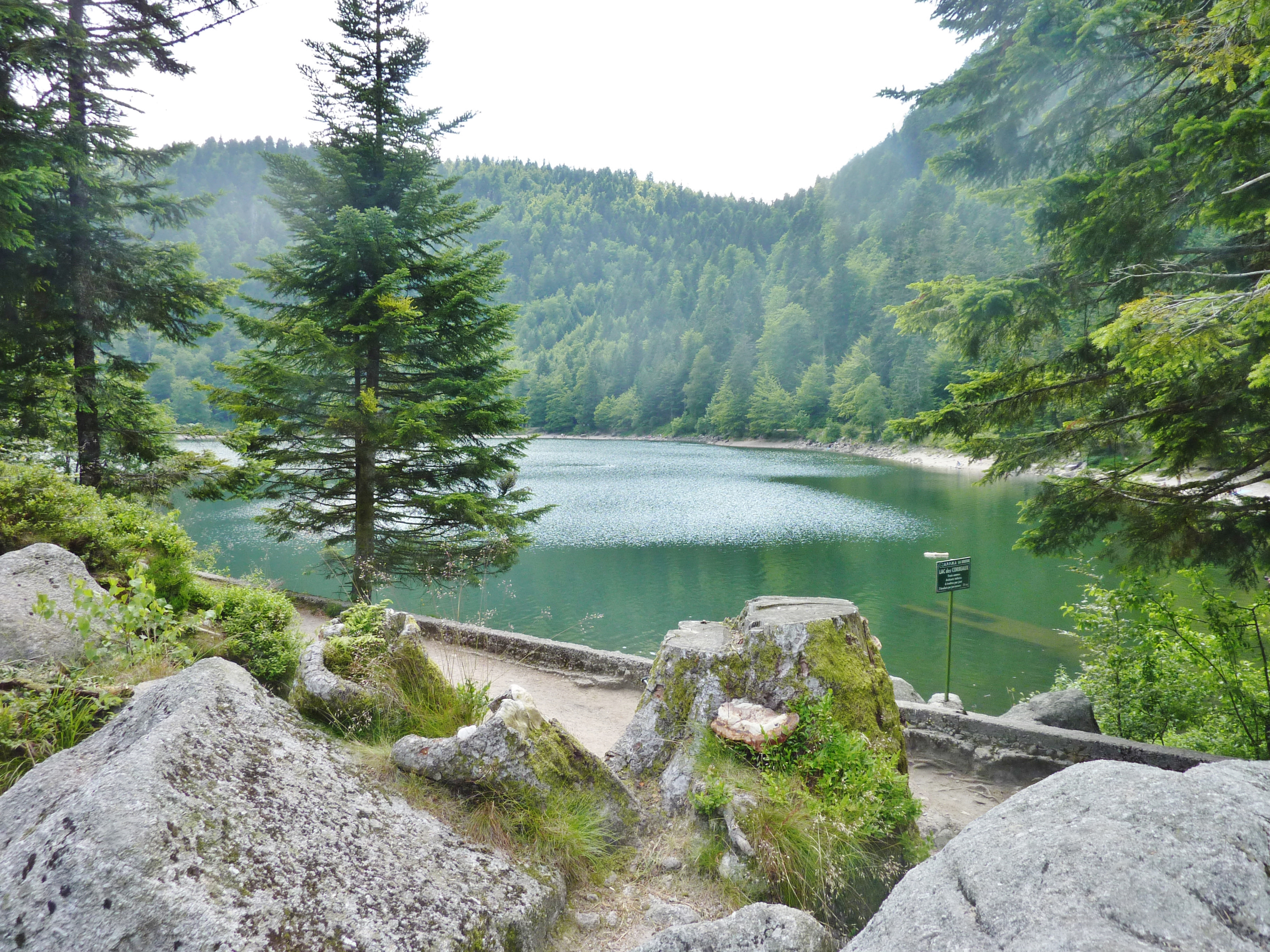
Lac des Corbeaux